# Tournoi masculin de basket-ball aux Jeux olympiques d'été de 2008
Cet article traite de l'épreuve masculine. Pour la compétition féminine, voir Tournoi féminin de basket-ball aux Jeux olympiques d'été de 2008.
Navigation
Athènes 2004 Londres 2012
Le tournoi masculin de basket-ball aux Jeux olympiques d'été de 2008 se tient à Pékin du 10 août au 24 août 2008. Les matchs ont tous lieu au sein du Palais omnisports de Wukesong.
Les fédérations affiliées à la FIBA participent par le biais de leur équipe masculine aux épreuves de qualification. Onze équipes rejoignent ainsi la Chine, nation hôte de la compétition, pour s'affronter lors du tournoi final.
L'équipe des États-Unis s'adjuge sa treizième médaille d'or depuis l'instauration du sport en 1936. L'Espagne remporte la médaille d'argent pour la deuxième fois de son histoire après 1984. L'Argentine s'octroie sa deuxième médaille olympique consécutive, après son titre olympique en 2004, en remportant la médaille de bronze.
Lors de cette compétition, sur les trente-huit rencontres disputées (trente au premier tour et huit en phase finale), une seule a nécessité une prolongation.

## Préparation de l'événement

### Désignation du pays hôte
La commission exécutive du Comité international olympique cinq villes acceptées comme villes candidates parmi une liste de dix villes. Les cinq villes retenues sont Pékin, Toronto, Paris et Istanbul et Osaka.
Le 13 juillet 2001, à Moscou, après avoir étudié les dossiers de chaque ville, le jury désigne Pékin comme ville hôte des Jeux olympiques de 2008 au terme de deux tours de scrutin, derrière Toronto, Paris et Istanbul, Osaka étant éliminée au premier tour.

### Lieux des compétitions
L'ensemble des matches se déroule au Palais omnisports de Wukesong, également appelé Gymnase olympique de basket-ball de Pékin, construit à l'occasion des Jeux olympiques d'été de 2008. Cette enceinte se situe au sein du Centre culturel et sportif de Wukesong, à Pékin. Cette salle a une capacité de 18 000 places.

## Acteurs du tournoi

### Équipes qualifiées
Chaque Comité national olympique peut engager une seule équipe dans la compétition.
Les épreuves qualificatives du tournoi masculin de basketball des Jeux olympiques se déroulent du 3 septembre 2006 au 20 juillet 2008. En tant que pays hôte, la Chine est qualifiée d'office, tandis que les autres équipes passent par différents modes de qualifications continentales.
La première compétition offrant une place est le Championnat du monde 2006 (pour le vainqueur), ensuite sept places places sont offertes aux cinq champions continentaux et à deux vice-champions : Afrique, Amériques, Océanie, Europe et Asie. Les trois dernières place sont attribuées à l'issue d'un tournoi préolympique mondial réunissant 12 équipes issues des championnats précédents.
| Compétition                        | Date                     | Lieu       | Places | Qualifiés               |
| ---------------------------------- | ------------------------ | ---------- | ------ | ----------------------- |
| Pays organisateur                  | 13 juillet 2001          |            | 1      | Chine                   |
| Championnat du monde 2006          | 19 août-3 septembre 2006 | Japon      | 1      | Espagne                 |
| Championnat d'Afrique 2007         | 15-25 août 2007          | Angola     | 1      | Angola                  |
| Championnat des Amériques 2007     | 22 août-2 septembre 2007 | États-Unis | 2      | États-Unis Argentine    |
| Championnat d'Océanie 2007         | 20-24 août 2007          | Australie  | 1      | Australie               |
| Championnat d'Europe 2007          | 3-16 septembre 2007      | Espagne    | 2      | Russie Lituanie         |
| Championnat d'Asie 2007            | 28 juillet-5 août 2007   | Japon      | 1      | Iran                    |
| Tournoi de qualification olympique | 14-20 juillet 2008       | Grèce      | 3      | Croatie Grèce Allemagne |
| Total                              |                          |            | 12     |                         |

### Joueurs
Le tournoi masculin est un tournoi international sans aucune restriction d'âge. Chaque nation doit présenter une équipe de 12 joueurs tous titulaires. Les douze joueurs peuvent être présents sur chaque feuille de match.

## Premier tour

### Format de la compétition
Les douze équipes qualifiées sont réparties en deux groupes de six. Chaque équipe marque deux points en cas de victoire, un point en cas de défaite et de défaite par défaut (l'équipe est réduite à deux joueurs sur le terrain) et zéro point en cas de forfait (impossibilité pour une équipe d'aligner cinq joueurs au départ du match).
Pour départager les équipes à la fin des matchs de poule, en cas d'égalité de points, le CIO a décidé d'appliquer les critères de la FIBA. Les équipes sont départagées suivant les critères suivants (dans l'ordre) :
1. résultat des matchs particuliers ;
2. différence entre paniers marqués et encaissés entre les équipes concernées ;
3. différence entre paniers marqués et encaissés de tous les matchs joués ;
4. plus grand nombre de paniers marqués.

Les équipes terminant aux quatre premières places sont qualifiées pour le tournoi final à élimination directe.
| Légende                                                               |
| --------------------------------------------------------------------- |
| Les quatre meilleures équipes se qualifient pour les quarts de finale |
| Les deux dernières équipes sont éliminées du tournoi                  |

### Groupe A

#### Classement
| # | Équipe    | Pts | G | P | PP  | PC  | Diff | GAP |
| - | --------- | --- | - | - | --- | --- | ---- | --- |
| 1 | Lituanie  | 9   | 4 | 1 | 425 | 400 | +25  | +4  |
| 2 | Argentine | 9   | 4 | 1 | 425 | 361 | +64  | -4  |
| 3 | Croatie   | 8   | 3 | 2 | 399 | 380 | +19  | +15 |
| 4 | Australie | 8   | 3 | 2 | 457 | 405 | +52  | -15 |
| 5 | Russie    | 6   | 1 | 4 | 387 | 406 | -19  |     |
| 6 | Iran      | 5   | 0 | 5 | 323 | 464 | -141 |     |

|  | Qualifié pour les quarts de finale |
|  | Pts points ; G victoires ; P défaites PP points marqués ; PC points encaissés ; Diff différence de points ; GAP goal average particulier |

#### Matches
| 10 août 2008 9 h 00 CST | Rapport | Russie                                                     | 71-49                    | Iran                                                     |  | Palais omnisports de Wukesong, Pékin Affluence : 11 083 Arbitres : Nikolas Pitsilkas Juan Arteaga Maogong Yang |
| 10 août 2008 9 h 00 CST | Rapport | Score par quart-temps : 24–5, 14–17, 8–16, 25–11           |                          |                                                          |  | Palais omnisports de Wukesong, Pékin Affluence : 11 083 Arbitres : Nikolas Pitsilkas Juan Arteaga Maogong Yang |
| 10 août 2008 9 h 00 CST | Rapport | Jon Robert Holden 19 Sergueï Monya 6 Alekseï Savrassenko 4 | Points Rebonds Passes d. | Samad Nikkhah Bahrami 16 Hamed Haddadi 8 Mehdi Kamrani 3 |  | Palais omnisports de Wukesong, Pékin Affluence : 11 083 Arbitres : Nikolas Pitsilkas Juan Arteaga Maogong Yang |

| 10 août 2008 16 h 45 CST | Rapport | Lituanie                                                    | 79-75                    | Argentine                                              |  | Palais omnisports de Wukesong, Pékin Affluence : 11 083 Arbitres : Nikolas Zavlanos José Anibal Carrion Yuji Hirahara |
| 10 août 2008 16 h 45 CST | Rapport | Score par quart-temps : 14–11, 20–19, 17–15, 28–30          |                          |                                                        |  | Palais omnisports de Wukesong, Pékin Affluence : 11 083 Arbitres : Nikolas Zavlanos José Anibal Carrion Yuji Hirahara |
| 10 août 2008 16 h 45 CST | Rapport | Linas Kleiza 13 Kšyštof Lavrinovič 7 Šarūnas Jasikevičius 8 | Points Rebonds Passes d. | Manu Ginóbili 19 Fabricio Oberto 11 Oberto, Prigioni 3 |  | Palais omnisports de Wukesong, Pékin Affluence : 11 083 Arbitres : Nikolas Zavlanos José Anibal Carrion Yuji Hirahara |

| 10 août 2008 20 h 00 CST | Rapport | Australie                                          | 82-97                    | Croatie                                              |  | Palais omnisports de Wukesong, Pékin Affluence : 11 083 Arbitres : Eddie Rush Petr Sudek Cristiano Jesus Maranho |
| 10 août 2008 20 h 00 CST | Rapport | Score par quart-temps : 14–21, 17–26, 22–26, 29–24 |                          |                                                      |  | Palais omnisports de Wukesong, Pékin Affluence : 11 083 Arbitres : Eddie Rush Petr Sudek Cristiano Jesus Maranho |
| 10 août 2008 20 h 00 CST | Rapport | Matthew Nielsen 13 Chris Anstey 7 David Barlow 3   | Points Rebonds Passes d. | Prkačin, Banić 16 Krešimir Lončar 10 Marko Popović 5 |  | Palais omnisports de Wukesong, Pékin Affluence : 11 083 Arbitres : Eddie Rush Petr Sudek Cristiano Jesus Maranho |

| 12 août 2008 09 h 00 CST | Rapport | Iran                                               | 67-99                    | Lituanie                                                           |  | Palais omnisports de Wukesong, Pékin Affluence : 11 083 Arbitres : Eddie Rush Petr Sudek Abreu Muhimua |
| 12 août 2008 09 h 00 CST | Rapport | Score par quart-temps : 20–15, 14–31, 19–28, 14–25 |                          |                                                                    |  | Palais omnisports de Wukesong, Pékin Affluence : 11 083 Arbitres : Eddie Rush Petr Sudek Abreu Muhimua |
| 12 août 2008 09 h 00 CST | Rapport | Hamed Haddadi 21 Oshin Sahakian 12 Amir Amini 4    | Points Rebonds Passes d. | Linas Kleiza 22 Linas Kleiza 8 Jasikevičius, Lukauskis, Mačiulis 3 |  | Palais omnisports de Wukesong, Pékin Affluence : 11 083 Arbitres : Eddie Rush Petr Sudek Abreu Muhimua |

| 12 août 2008 11 h 15 CST | Rapport | Croatie                                            | 85-78                    | Russie                                                    |  | Palais omnisports de Wukesong, Pékin Affluence : 11 083 Arbitres : Nikolaos Zavlanos Reynaldo Antonio Mercedes Sanchez Lijun Ma |
| 12 août 2008 11 h 15 CST | Rapport | Score par quart-temps : 16–17, 26–19, 18–15, 25–27 |                          |                                                           |  | Palais omnisports de Wukesong, Pékin Affluence : 11 083 Arbitres : Nikolaos Zavlanos Reynaldo Antonio Mercedes Sanchez Lijun Ma |
| 12 août 2008 11 h 15 CST | Rapport | Popović 22 Stanko Barać 7 Lončar, Popović 3        | Points Rebonds Passes d. | Andreï Kirilenko 18 Andreï Kirilenko 6 Kirilenko, Bykov 3 |  | Palais omnisports de Wukesong, Pékin Affluence : 11 083 Arbitres : Nikolaos Zavlanos Reynaldo Antonio Mercedes Sanchez Lijun Ma |

| 12 août 2008 22 h 15 CST | Rapport | Argentine                                          | 85-68                    | Australie                                         |  | Palais omnisports de Wukesong, Pékin Affluence : 11 083 Arbitres : Nikolaos Pitsilkas Juan Atreaga Stephen Seibel |
| 12 août 2008 22 h 15 CST | Rapport | Score par quart-temps : 23–11, 16–18, 24–17, 22–22 |                          |                                                   |  | Palais omnisports de Wukesong, Pékin Affluence : 11 083 Arbitres : Nikolaos Pitsilkas Juan Atreaga Stephen Seibel |
| 12 août 2008 22 h 15 CST | Rapport | Manu Ginóbili 21 Andrés Nocioni 8 Manu Ginóbili 7  | Points Rebonds Passes d. | Patrick Mills 22 David Andersen 6 Bogut, Bruton 2 |  | Palais omnisports de Wukesong, Pékin Affluence : 11 083 Arbitres : Nikolaos Pitsilkas Juan Atreaga Stephen Seibel |

| 14 août 2008 11 h 15 CST | Rapport | Australie                                                          | 106-68                   | Iran                                                    |  | Palais omnisports de Wukesong, Pékin Affluence : 11 083 Arbitres : Nikolaos Zavlanos José Anibal Carrion Mohamad Alamiri |
| 14 août 2008 11 h 15 CST | Rapport | Score par quart-temps : 28–15, 25–14, 22–19, 31–20                 |                          |                                                         |  | Palais omnisports de Wukesong, Pékin Affluence : 11 083 Arbitres : Nikolaos Zavlanos José Anibal Carrion Mohamad Alamiri |
| 14 août 2008 11 h 15 CST | Rapport | Brad Newley 24 Andrew Bogut 7 Patrick Mills, Worthington, Burton 5 | Points Rebonds Passes d. | Samad Nikkhah Bahrami 23 Hamed Haddadi 8 Javad Davari 4 |  | Palais omnisports de Wukesong, Pékin Affluence : 11 083 Arbitres : Nikolaos Zavlanos José Anibal Carrion Mohamad Alamiri |

| 14 août 2008 16 h 45 CST | Rapport | Lituanie                                                    | 86-79                    | Russie                                                   |  | Palais omnisports de Wukesong, Pékin Affluence : 11 083 Arbitres : Nikolaos Pitsilkas Ilija Belosevic Stephen Seibel |
| 14 août 2008 16 h 45 CST | Rapport | Score par quart-temps : 23–24, 21–17, 25–21, 17–17          |                          |                                                          |  | Palais omnisports de Wukesong, Pékin Affluence : 11 083 Arbitres : Nikolaos Pitsilkas Ilija Belosevic Stephen Seibel |
| 14 août 2008 16 h 45 CST | Rapport | Rimantas Kaukėnas 20 Linas Kleiza 11 Šarūnas Jasikevičius 5 | Points Rebonds Passes d. | Jon Robert Holden 25 Viktor Khryapa 9 Andreï Kirilenko 6 |  | Palais omnisports de Wukesong, Pékin Affluence : 11 083 Arbitres : Nikolaos Pitsilkas Ilija Belosevic Stephen Seibel |

| 14 août 2008 22 h 15 CST | Rapport | Argentine                                          | 77-53                    | Croatie                                  |  | Palais omnisports de Wukesong, Pékin Affluence : 11 083 Arbitres : Juan Arteaga Eddie Rush Cristian Jesus Maranho |
| 14 août 2008 22 h 15 CST | Rapport | Score par quart-temps : 21–13, 19–9, 19–16, 18–15  |                          |                                          |  | Palais omnisports de Wukesong, Pékin Affluence : 11 083 Arbitres : Juan Arteaga Eddie Rush Cristian Jesus Maranho |
| 14 août 2008 22 h 15 CST | Rapport | Andrés Nocioni 18 Andrés Nocioni 8 Manu Ginóbili 8 | Points Rebonds Passes d. | Tomas, Banić 9 Marko Banić 6 Roko Ukić 2 |  | Palais omnisports de Wukesong, Pékin Affluence : 11 083 Arbitres : Juan Arteaga Eddie Rush Cristian Jesus Maranho |

| 16 août 2008 11 h 15 CST | Rapport | Russie                                                 | 80-95                    | Australie                                     |  | Palais omnisports de Wukesong, Pékin Affluence : 11 083 Arbitres : Carl Jungebrand Cristiano Jesus Maranho Yuji Hirahara |
| 16 août 2008 11 h 15 CST | Rapport | Score par quart-temps : 16–27, 17–22, 22–20, 25–26     |                          |                                               |  | Palais omnisports de Wukesong, Pékin Affluence : 11 083 Arbitres : Carl Jungebrand Cristiano Jesus Maranho Yuji Hirahara |
| 16 août 2008 11 h 15 CST | Rapport | Viktor Khryapa 21 Viktor Khryapa 9 Jon Robert Holden 6 | Points Rebonds Passes d. | Bogut, Bruton 22 Andrew Bogut 8 C.J. Bruton 6 |  | Palais omnisports de Wukesong, Pékin Affluence : 11 083 Arbitres : Carl Jungebrand Cristiano Jesus Maranho Yuji Hirahara |

| 16 août 2008 14 h 15 CST | Rapport | Croatie                                            | 73-86                    | Lituanie                                                           |  | Palais omnisports de Wukesong, Pékin Affluence : 11 083 Arbitres : Nikolaos Zavlanos Fabio Facchini Juan Arteaga |
| 16 août 2008 14 h 15 CST | Rapport | Score par quart-temps : 15–13, 30–29, 17–16, 11–28 |                          |                                                                    |  | Palais omnisports de Wukesong, Pékin Affluence : 11 083 Arbitres : Nikolaos Zavlanos Fabio Facchini Juan Arteaga |
| 16 août 2008 14 h 15 CST | Rapport | Roko Ukić 13 Marko Banić 7 Davor Kus 3             | Points Rebonds Passes d. | Mindaugas Lukauskis 20 Kšyštof Lavrinovič 7 Šarūnas Jasikevičius 6 |  | Palais omnisports de Wukesong, Pékin Affluence : 11 083 Arbitres : Nikolaos Zavlanos Fabio Facchini Juan Arteaga |

| 16 août 2008 16 h 45 CST | Rapport | Iran                                               | 82-97                    | Argentine                                      |  | Palais omnisports de Wukesong, Pékin Affluence : 11 083 Arbitres : Nikolaos Pitsilkas Maogong Yang Chlif Abdellilah |
| 16 août 2008 16 h 45 CST | Rapport | Score par quart-temps : 14–19, 19–23, 24–30, 25–25 |                          |                                                |  | Palais omnisports de Wukesong, Pékin Affluence : 11 083 Arbitres : Nikolaos Pitsilkas Maogong Yang Chlif Abdellilah |
| 16 août 2008 16 h 45 CST | Rapport | Hamed Haddadi 21 Hamed Haddadi 16 Mehdi Kamrani 4  | Points Rebonds Passes d. | Manu Ginóbili 32 Luis Scola 7 Pablo Prigioni 6 |  | Palais omnisports de Wukesong, Pékin Affluence : 11 083 Arbitres : Nikolaos Pitsilkas Maogong Yang Chlif Abdellilah |

| 18 août 2008 09 h 00 CST | Rapport | Iran                                                      | 57-91                    | Croatie                                     |  | Palais omnisports de Wukesong, Pékin Affluence : 11 083 Arbitres : Carl Jungebrand Mohammad Alamiri Lijun Ma |
| 18 août 2008 09 h 00 CST | Rapport | Score par quart-temps : 8–19, 8–35, 23–16, 18–21          |                          |                                             |  | Palais omnisports de Wukesong, Pékin Affluence : 11 083 Arbitres : Carl Jungebrand Mohammad Alamiri Lijun Ma |
| 18 août 2008 09 h 00 CST | Rapport | Samad Nikkhah Bahrami 25 Hamed Haddadi 15 Hamed Haddadi 2 | Points Rebonds Passes d. | Rozić, Tomas 16 Lončar, Barać 7 Roko Ukić 8 |  | Palais omnisports de Wukesong, Pékin Affluence : 11 083 Arbitres : Carl Jungebrand Mohammad Alamiri Lijun Ma |

| 18 août 2008 11 h 15 CST | Rapport | Australie                                          | 106-75                   | Lituanie                                                          |  | Palais omnisports de Wukesong, Pékin Affluence : 11 083 Arbitres : Nikolaos Pitsalkis José Anibal Carrion Maogong Yang |
| 18 août 2008 11 h 15 CST | Rapport | Score par quart-temps : 28–14, 27–15, 20–22, 31–24 |                          |                                                                   |  | Palais omnisports de Wukesong, Pékin Affluence : 11 083 Arbitres : Nikolaos Pitsalkis José Anibal Carrion Maogong Yang |
| 18 août 2008 11 h 15 CST | Rapport | Andrew Bogut 23 Patrick Mills 4 Chris Anstey 4     | Points Rebonds Passes d. | Kšyštof Lavrinovič 14 Kšyštof Lavrinovič 8 Šarūnas Jasikevičius 5 |  | Palais omnisports de Wukesong, Pékin Affluence : 11 083 Arbitres : Nikolaos Pitsalkis José Anibal Carrion Maogong Yang |

| 18 août 2008 22 h 15 CST | Rapport | Argentine                                          | 91-79                    | Russie                                                     |  | Palais omnisports de Wukesong, Pékin Affluence : 11 083 Arbitres : Nikolas Zavlanos Petr Sudek Reynaldo Antonio Mercedes Sanchez |
| 18 août 2008 22 h 15 CST | Rapport | Score par quart-temps : 27–16, 18–23, 27–25, 19–15 |                          |                                                            |  | Palais omnisports de Wukesong, Pékin Affluence : 11 083 Arbitres : Nikolas Zavlanos Petr Sudek Reynaldo Antonio Mercedes Sanchez |
| 18 août 2008 22 h 15 CST | Rapport | Luis Scola 37 Andrés Nocioni 9 Pablo Prigioni 10   | Points Rebonds Passes d. | Andreï Kirilenko 23 Andreï Kirilenko 9 Jon Robert Holden 5 |  | Palais omnisports de Wukesong, Pékin Affluence : 11 083 Arbitres : Nikolas Zavlanos Petr Sudek Reynaldo Antonio Mercedes Sanchez |

### Groupe B

#### Classement
| # | Équipe     | Pts | G | P | PP  | PC  | Diff |
| - | ---------- | --- | - | - | --- | --- | ---- |
| 1 | États-Unis | 10  | 5 | 0 | 515 | 354 | +161 |
| 2 | Espagne    | 9   | 4 | 1 | 418 | 369 | +49  |
| 3 | Grèce      | 8   | 3 | 2 | 415 | 375 | +40  |
| 4 | Chine      | 7   | 2 | 3 | 366 | 400 | -34  |
| 5 | Allemagne  | 6   | 1 | 4 | 330 | 390 | -60  |
| 6 | Angola     | 5   | 0 | 5 | 321 | 477 | -156 |

|  | Qualifié pour les quarts de finale |
|  | Pts points ; G victoires ; P défaites PP points marqués ; PC points encaissés ; Diff différence de points ; GAP goal avérage particulier |

#### Matches
| 10 août 2008 11 h 15 CST | Rapport | Allemagne                                          | 95-66                    | Angola                                               |  | Palais omnisports de Wukesong, Pékin Affluence : 11 083 Arbitres : Romuald Brazauskas Michael Aylen Stephen Seibel |
| 10 août 2008 11 h 15 CST | Rapport | Score par quart-temps : 25–21, 29–13, 24–18, 17–14 |                          |                                                      |  | Palais omnisports de Wukesong, Pékin Affluence : 11 083 Arbitres : Romuald Brazauskas Michael Aylen Stephen Seibel |
| 10 août 2008 11 h 15 CST | Rapport | Chris Kaman 24 Jan Jagla 11 Steffen Hamann 4       | Points Rebonds Passes d. | Eduardo Mingas 24 Joaquim Gomes 8 Olímpio Cipriano 2 |  | Palais omnisports de Wukesong, Pékin Affluence : 11 083 Arbitres : Romuald Brazauskas Michael Aylen Stephen Seibel |

| 10 août 2008 14 h 30 CST | Rapport | Espagne                                            | 81-66                    | Grèce                                                                  |  | Palais omnisports de Wukesong, Pékin Affluence : 11 083 Arbitres : Reynaldo Antonio Mercedes Sanchez Pablo Alberto Estevez Scott Jason Butler |
| 10 août 2008 14 h 30 CST | Rapport | Score par quart-temps : 20–16, 15–13, 27–17, 19–20 |                          |                                                                        |  | Palais omnisports de Wukesong, Pékin Affluence : 11 083 Arbitres : Reynaldo Antonio Mercedes Sanchez Pablo Alberto Estevez Scott Jason Butler |
| 10 août 2008 14 h 30 CST | Rapport | Rudy Fernández 16 Pau Gasol 7 Navarro, Rodríguez 2 | Points Rebonds Passes d. | Vasílios Spanoúlis 15 Konstantínos Tsartsarís 8 Dimítris Diamantídis 3 |  | Palais omnisports de Wukesong, Pékin Affluence : 11 083 Arbitres : Reynaldo Antonio Mercedes Sanchez Pablo Alberto Estevez Scott Jason Butler |

| 10 août 2008 22 h 15 CST | Rapport | États-Unis                                         | 101-70                   | Chine                                         |  | Palais omnisports de Wukesong, Pékin Affluence : 11 083 Arbitres : Carl Jungebrand Fabio Facchini Ilija Belosevic |
| 10 août 2008 22 h 15 CST | Rapport | Score par quart-temps : 20–16, 29–21, 25–11, 27–22 |                          |                                               |  | Palais omnisports de Wukesong, Pékin Affluence : 11 083 Arbitres : Carl Jungebrand Fabio Facchini Ilija Belosevic |
| 10 août 2008 22 h 15 CST | Rapport | Dwyane Wade 19 Chris Bosh 8 Chris Paul 6           | Points Rebonds Passes d. | Yao Ming 13 Yao Ming 10 Chen, Liu, Zhu, Sun 2 |  | Palais omnisports de Wukesong, Pékin Affluence : 11 083 Arbitres : Carl Jungebrand Fabio Facchini Ilija Belosevic |

| 12 août 2008 14 h 30 CST | Rapport | Grèce                                                          | 87-64                    | Allemagne                                        |  | Palais omnisports de Wukesong, Pékin Affluence : 11 083 Arbitres : Carl Jungebrand Ilija Belosevic Yujo Hirahara |
| 12 août 2008 14 h 30 CST | Rapport | Score par quart-temps : 21–23, 23–10, 25–15, 18–16             |                          |                                                  |  | Palais omnisports de Wukesong, Pékin Affluence : 11 083 Arbitres : Carl Jungebrand Ilija Belosevic Yujo Hirahara |
| 12 août 2008 14 h 30 CST | Rapport | Vasílios Spanoúlis 23 Ioánnis Bouroúsis 8 Vasílios Spanoúlis 5 | Points Rebonds Passes d. | Dirk Nowitzki 13 Dirk Nowitzki 6 Demond Greene 2 |  | Palais omnisports de Wukesong, Pékin Affluence : 11 083 Arbitres : Carl Jungebrand Ilija Belosevic Yujo Hirahara |

| 12 août 2008 16 h 45 CST | Rapport | Chine                                                         | 75-85                    | Espagne(a.p.)                                    | OT | Palais omnisports de Wukesong, Pékin Affluence : 11 083 Arbitres : José Anibal Carrion Cristiano Jesus Maranho Michael Aylen |
| 12 août 2008 16 h 45 CST | Rapport | Score par quart-temps : 18–20, 28–17, 15–10, 11–25, OT : 3-13 |                          |                                                  | OT | Palais omnisports de Wukesong, Pékin Affluence : 11 083 Arbitres : José Anibal Carrion Cristiano Jesus Maranho Michael Aylen |
| 12 août 2008 16 h 45 CST | Rapport | Liu Wei 19 Yao, Yi 9 Yao, Sun 3                               | Points Rebonds Passes d. | Pau Gasol 29 Gasol, Fernández 8 Rudy Fernández 6 | OT | Palais omnisports de Wukesong, Pékin Affluence : 11 083 Arbitres : José Anibal Carrion Cristiano Jesus Maranho Michael Aylen |

| 12 août 2008 20 h 00 CST | Rapport | Angola                                             | 76-97                    | États-Unis                                      |  | Palais omnisports de Wukesong, Pékin Affluence : 11 083 Arbitres : Pablo Alberto Estevez Scott Jason Butler Dawna Townsend |
| 12 août 2008 20 h 00 CST | Rapport | Score par quart-temps : 18–29, 19–26, 16–26, 23–16 |                          |                                                 |  | Palais omnisports de Wukesong, Pékin Affluence : 11 083 Arbitres : Pablo Alberto Estevez Scott Jason Butler Dawna Townsend |
| 12 août 2008 20 h 00 CST | Rapport | Carlos Morais 24 Joaquim Gomes 8 Costa, Ambrósio 2 | Points Rebonds Passes d. | Dwyane Wade 19 Carmelo Anthony 6 LeBron James 5 |  | Palais omnisports de Wukesong, Pékin Affluence : 11 083 Arbitres : Pablo Alberto Estevez Scott Jason Butler Dawna Townsend |

| 14 août 2008 09 h 00 CST | Rapport | Allemagne                                          | 59-72                    | Espagne                                                 |  | Palais omnisports de Wukesong, Pékin Affluence : 11 083 Arbitres : Fabio Facchini Scott Jason Butler Heros Avanesian |
| 14 août 2008 09 h 00 CST | Rapport | Score par quart-temps : 15-12, 21–27, 12–20, 11–13 |                          |                                                         |  | Palais omnisports de Wukesong, Pékin Affluence : 11 083 Arbitres : Fabio Facchini Scott Jason Butler Heros Avanesian |
| 14 août 2008 09 h 00 CST | Rapport | Steffen Hamann 15 Chris Kaman 10 Steffen Hamann 3  | Points Rebonds Passes d. | José Manuel Calderón 15 Marc Gasol 8 Pau Gasol, Rubio 3 |  | Palais omnisports de Wukesong, Pékin Affluence : 11 083 Arbitres : Fabio Facchini Scott Jason Butler Heros Avanesian |

| 14 août 2008 14 h 30 CST | Rapport | Angola                                            | 68-85                    | Chine                                |  | Palais omnisports de Wukesong, Pékin Affluence : 11 083 Arbitres : Carl Jungebrand Luigi Lamonica Yuji Hirahara |
| 14 août 2008 14 h 30 CST | Rapport | Score par quart-temps : 15-28, 27-16, 9-21, 17-20 |                          |                                      |  | Palais omnisports de Wukesong, Pékin Affluence : 11 083 Arbitres : Carl Jungebrand Luigi Lamonica Yuji Hirahara |
| 14 août 2008 14 h 30 CST | Rapport | Joaquim Gomes 17 Eduardo Mingas 5 Joaquim Gomes 3 | Points Rebonds Passes d. | Yao Ming 30 Yi Jianlian 11 Zhu, Li 3 |  | Palais omnisports de Wukesong, Pékin Affluence : 11 083 Arbitres : Carl Jungebrand Luigi Lamonica Yuji Hirahara |

| 14 août 2008 20 h 00 CST | Rapport | États-Unis                                              | 92-69                    | Grèce                                                               |  | Palais omnisports de Wukesong, Pékin Affluence : 11 083 Arbitres : Romualdas Brazauskas Petr Sudek Michael Aylen |
| 14 août 2008 20 h 00 CST | Rapport | Score par quart-temps : 20–16, 31–16, 23–22, 18-15      |                          |                                                                     |  | Palais omnisports de Wukesong, Pékin Affluence : 11 083 Arbitres : Romualdas Brazauskas Petr Sudek Michael Aylen |
| 14 août 2008 20 h 00 CST | Rapport | Bryant, Bosh 18 James, Howard, Anthony 6 LeBron James 6 | Points Rebonds Passes d. | Theódoros Papaloukás 15 Fótsis, Papaloukás 8 Dimítris Diamantídis 3 |  | Palais omnisports de Wukesong, Pékin Affluence : 11 083 Arbitres : Romualdas Brazauskas Petr Sudek Michael Aylen |

| 16 août 2008 09 h 00 CST | Rapport | Grèce                                                        | 102-61                   | Angola                                                |  | Palais omnisports de Wukesong, Pékin Affluence : 11 083 Arbitres : José Anibal Carrion Ilija Belosevic Heros Avanesian |
| 16 août 2008 09 h 00 CST | Rapport | Score par quart-temps : 12–11, 31-17, 38-14, 21-19           |                          |                                                       |  | Palais omnisports de Wukesong, Pékin Affluence : 11 083 Arbitres : José Anibal Carrion Ilija Belosevic Heros Avanesian |
| 16 août 2008 09 h 00 CST | Rapport | Ioánnis Bouroúsis 22 Glyniadákis, Fótsis 7 Antónios Fótsis 5 | Points Rebonds Passes d. | Eduardo Mingas 25 Vladimir Geronimo 7 Armando Costa 5 |  | Palais omnisports de Wukesong, Pékin Affluence : 11 083 Arbitres : José Anibal Carrion Ilija Belosevic Heros Avanesian |

| 16 août 2008 20 h 00 CST | Rapport | Chine                                           | 59-55                    | Allemagne                                           |  | Palais omnisports de Wukesong, Pékin Affluence : 11 083 Arbitres : Eddie Rush Reynaldo Antonio Mercedes Sanchez Pablo Alberto Estevez |
| 16 août 2008 20 h 00 CST | Rapport | Score par quart-temps : 19-9, 8-22, 20-8, 12-16 |                          |                                                     |  | Palais omnisports de Wukesong, Pékin Affluence : 11 083 Arbitres : Eddie Rush Reynaldo Antonio Mercedes Sanchez Pablo Alberto Estevez |
| 16 août 2008 20 h 00 CST | Rapport | Yao Ming 25 Ming, Yi 11 Liu Wei 3               | Points Rebonds Passes d. | Dirk Nowitzki 24 Dirk Nowitzki 17 Hamann, Garrett 2 |  | Palais omnisports de Wukesong, Pékin Affluence : 11 083 Arbitres : Eddie Rush Reynaldo Antonio Mercedes Sanchez Pablo Alberto Estevez |

| 16 août 2008 22 h 15 CST | Rapport | Espagne                                            | 82-119                   | États-Unis                                 |  | Palais omnisports de Wukesong, Pékin Affluence : 11 083 Arbitres : Romualdas Brazauskas Luigi Lamonica Michael Aylen |
| 16 août 2008 22 h 15 CST | Rapport | Score par quart-temps : 22-31, 23-30, 18-25, 19-33 |                          |                                            |  | Palais omnisports de Wukesong, Pékin Affluence : 11 083 Arbitres : Romualdas Brazauskas Luigi Lamonica Michael Aylen |
| 16 août 2008 22 h 15 CST | Rapport | Felipe Reyes 19 Felipe Reyes 8 Fernández, Rubio 3  | Points Rebonds Passes d. | LeBron James 18 Chris Bosh 7 James, Paul 8 |  | Palais omnisports de Wukesong, Pékin Affluence : 11 083 Arbitres : Romualdas Brazauskas Luigi Lamonica Michael Aylen |

| 18 août 2008 14 h 30 CST | Rapport | Grèce                                                               | 91-77                    | Chine                               |  | Palais omnisports de Wukesong, Pékin Affluence : 11 083 Arbitres : Cristiano Jesus Maranho Luigi Lamonica Scott Jason Butler |
| 18 août 2008 14 h 30 CST | Rapport | Score par quart-temps : 27-15, 19-9, 23–30, 22-23                   |                          |                                     |  | Palais omnisports de Wukesong, Pékin Affluence : 11 083 Arbitres : Cristiano Jesus Maranho Luigi Lamonica Scott Jason Butler |
| 18 août 2008 14 h 30 CST | Rapport | Bouroúsis, Spanoúlis 19 Ioánnis Bouroúsis 9 Papaloukás, Spanoúlis 5 | Points Rebonds Passes d. | Yao Ming 16 Wang Zhizhi 8 Sun Yue 6 |  | Palais omnisports de Wukesong, Pékin Affluence : 11 083 Arbitres : Cristiano Jesus Maranho Luigi Lamonica Scott Jason Butler |

| 18 août 2008 16 h 45 CST | Rapport | Angola                                               | 50-98                    | Espagne                                     |  | Palais omnisports de Wukesong, Pékin Affluence : 11 083 Arbitres : Eddie Rush Michael Aylen Abreu Muhimua |
| 18 août 2008 16 h 45 CST | Rapport | Score par quart-temps : 23-15, 7-25, 11-31, 9-27     |                          |                                             |  | Palais omnisports de Wukesong, Pékin Affluence : 11 083 Arbitres : Eddie Rush Michael Aylen Abreu Muhimua |
| 18 août 2008 16 h 45 CST | Rapport | Eduardo Mingas 10 Mingas, Ambrósio 5 Armando Costa 5 | Points Rebonds Passes d. | Pau Gasol 31 Pau Gasol 9 Rodríguez, Rubio 5 |  | Palais omnisports de Wukesong, Pékin Affluence : 11 083 Arbitres : Eddie Rush Michael Aylen Abreu Muhimua |

| 18 août 2008 20 h 00 CST | Rapport | États-Unis                                         | 106-57                   | Allemagne                                            |  | Palais omnisports de Wukesong, Pékin Affluence : 11 083 Arbitres : Juan Arteaga Ilija Belosevic Chantal Julien |
| 18 août 2008 20 h 00 CST | Rapport | Score par quart-temps : 31-12, 22-17, 30-17, 23-11 |                          |                                                      |  | Palais omnisports de Wukesong, Pékin Affluence : 11 083 Arbitres : Juan Arteaga Ilija Belosevic Chantal Julien |
| 18 août 2008 20 h 00 CST | Rapport | Dwight Howard 22 Dwight Howard 10 Deron Williams 5 | Points Rebonds Passes d. | Dirk Nowitzki 14 Dirk Nowitzki 8 Hamann, Jan Jagla 2 |  | Palais omnisports de Wukesong, Pékin Affluence : 11 083 Arbitres : Juan Arteaga Ilija Belosevic Chantal Julien |

## Phase finale
|  | Quarts de finale | Quarts de finale |           |            | Demi-finales           | Demi-finales           |     |  | Finale    | Finale  |
|  | Quarts de finale | Quarts de finale |           |            | Demi-finales           | Demi-finales           |     |  | Finale    | Finale  |
|  |                  |                  |           |            |                        |                        |     |  |           |         |
|  | 20 août          | 20 août          |           |            | 22 août                | 22 août                |     |  | 24 août   | 24 août |
|  | 20 août          | 20 août          |           |            | 22 août                | 22 août                |     |  | 24 août   | 24 août |
|  | [B1] Espagne     | 72               |           |            | 22 août                | 22 août                |     |  | 24 août   | 24 août |
|  | [B1] Espagne     | 72               |           |            | 22 août                | 22 août                |     |  | 24 août   | 24 août |
|  | [A4] Croatie     | 59               |           |            | 22 août                | 22 août                |     |  | 24 août   | 24 août |
|  | [A4] Croatie     | 59               | Espagne   | 91         |                        |                        |     |  | 24 août   | 24 août |
|  | 20 août          |                  | Espagne   | 91         |                        |                        |     |  | 24 août   | 24 août |
|  |                  | Lituanie         | 86        |            |                        |                        |     |  | 24 août   | 24 août |
|  | [A2] Lituanie    | Lituanie         | 86        | 94         |                        |                        |     |  | 24 août   | 24 août |
|  | [A2] Lituanie    |                  |           | 94         |                        |                        |     |  | 24 août   | 24 août |
|  | [B3] Chine       | 68               |           |            |                        |                        |     |  | 24 août   | 24 août |
|  | [B3] Chine       | 68               | Espagne   | 107        |                        |                        |     |  |           |         |
|  | 20 août          |                  | Espagne   | 107        |                        |                        |     |  |           |         |
|  |                  | États-Unis       | 118       |            |                        |                        |     |  |           |         |
|  | [B2] États-Unis  | États-Unis       | 118       | 116        |                        |                        |     |  |           |         |
|  | [B2] États-Unis  | 22 août          |           | 116        |                        |                        |     |  |           |         |
|  | [A3] Australie   | 85               |           |            |                        |                        |     |  |           |         |
|  | [A3] Australie   | 85               | Argentine | 81         |                        |                        |     |  |           |         |
|  | 20 août          | 20 août          | Argentine | 81         | Match pour la 3e place | Match pour la 3e place |     |  |           |         |
|  | 20 août          | 20 août          |           | États-Unis | Match pour la 3e place | Match pour la 3e place | 101 |  |           |         |
|  | [A1] Argentine   | 80               | 24 août   | 24 août    |                        |                        | 101 |  |           |         |
|  | [A1] Argentine   | 80               | 24 août   | 24 août    |                        |                        |     |  |           |         |
|  | [B4] Grèce       | 78               |           | Lituanie   | 75                     |                        |     |  |           |         |
|  | [B4] Grèce       | 78               |           | Lituanie   | 75                     |                        |     |  |           |         |
|  |                  |                  |           |            |                        |                        |     |  | Argentine | 87      |
|  |                  |                  |           |            |                        |                        |     |  | Argentine | 87      |

### Quarts de finale
| 20 août 2008 14 h 30 CST | Rapport | Espagne                                            | 72-59                    | Croatie                                               |  | Palais omnisports de Wukesong, Pékin Affluence : 11 083 Arbitres : Nikolas Zavlanos Petr Sudek Luigi Lamonica |
| 20 août 2008 14 h 30 CST | Rapport | Score par quart-temps : 22-11, 15-15, 14-12, 21-21 |                          |                                                       |  | Palais omnisports de Wukesong, Pékin Affluence : 11 083 Arbitres : Nikolas Zavlanos Petr Sudek Luigi Lamonica |
| 20 août 2008 14 h 30 CST | Rapport | Pau Gasol 20 Pau Gasol 10 Calderón, Gasol 2        | Points Rebonds Passes d. | Marko Banić 15 Planinić, Marko Banić 5 Kus, Nicević 2 |  | Palais omnisports de Wukesong, Pékin Affluence : 11 083 Arbitres : Nikolas Zavlanos Petr Sudek Luigi Lamonica |

| 20 août 2008 16 h 45 CST | Rapport | Lituanie                                                      | 94-68                    | Chine                                |  | Palais omnisports de Wukesong, Pékin Affluence : 11 083 Arbitres : Nikolas Pitsilkas Eddie Rush Michael Aylen |
| 20 août 2008 16 h 45 CST | Rapport | Score par quart-temps : 19-17, 22-13, 29-23, 24-15            |                          |                                      |  | Palais omnisports de Wukesong, Pékin Affluence : 11 083 Arbitres : Nikolas Pitsilkas Eddie Rush Michael Aylen |
| 20 août 2008 16 h 45 CST | Rapport | Šarūnas Jasikevičius 23 Linas Kleiza 7 Šarūnas Jasikevičius 6 | Points Rebonds Passes d. | Yao Ming 19 Yi Jianlian 9 Yao Ming 3 |  | Palais omnisports de Wukesong, Pékin Affluence : 11 083 Arbitres : Nikolas Pitsilkas Eddie Rush Michael Aylen |

| 20 août 2008 20 h 00 CST | Rapport | États-Unis                                                  | 116-85                   | Australie                                         |  | Palais omnisports de Wukesong, Pékin Affluence : 11 083 Arbitres : Juan Arteaga Reynaldo Antonio Mercedes Sanchez Lijun Ma |
| 20 août 2008 20 h 00 CST | Rapport | Score par quart-temps : 25-24, 30-19, 34-18, 27-24          |                          |                                                   |  | Palais omnisports de Wukesong, Pékin Affluence : 11 083 Arbitres : Juan Arteaga Reynaldo Antonio Mercedes Sanchez Lijun Ma |
| 20 août 2008 20 h 00 CST | Rapport | Kobe Bryant 25 LeBron James 9 James, Paul, Wade, Williams 3 | Points Rebonds Passes d. | Patrick Mills 20 Mark Worthington 6 Brad Newley 3 |  | Palais omnisports de Wukesong, Pékin Affluence : 11 083 Arbitres : Juan Arteaga Reynaldo Antonio Mercedes Sanchez Lijun Ma |

| 20 août 2008 22 h 15 CST | Rapport | Argentine                                          | 80-78                    | Grèce                                                        |  | Palais omnisports de Wukesong, Pékin Affluence : 11 083 Arbitres : Romualdas Brazauskas Carl Jungebrand José Anibal Carrion |
| 20 août 2008 22 h 15 CST | Rapport | Score par quart-temps : 22-23, 17-17, 17-15, 24-23 |                          |                                                              |  | Palais omnisports de Wukesong, Pékin Affluence : 11 083 Arbitres : Romualdas Brazauskas Carl Jungebrand José Anibal Carrion |
| 20 août 2008 22 h 15 CST | Rapport | Manu Ginóbili 24 Luis Scola 8 Pablo Prigioni 3     | Points Rebonds Passes d. | Antónios Fótsis 17 Antónios Fótsis 10 Theódoros Papaloukás 4 |  | Palais omnisports de Wukesong, Pékin Affluence : 11 083 Arbitres : Romualdas Brazauskas Carl Jungebrand José Anibal Carrion |

### Demi-finales
| 22 août 2008 20 h 00 CST | Rapport | Espagne                                            | 91-86                    | Lituanie                                                          |  | Palais omnisports de Wukesong, Pékin Affluence : 11 083 Arbitres : Nikolaos Pitsilkas Reynaldo Antonio Mercedes Sanchez Cristiano Jesus Maranho |
| 22 août 2008 20 h 00 CST | Rapport | Score par quart-temps : 21-19, 19-23, 22-24, 29-20 |                          |                                                                   |  | Palais omnisports de Wukesong, Pékin Affluence : 11 083 Arbitres : Nikolaos Pitsilkas Reynaldo Antonio Mercedes Sanchez Cristiano Jesus Maranho |
| 22 août 2008 20 h 00 CST | Rapport | Pau Gasol 19 Carlos Jiménez 7 Ricky Rubio 4        | Points Rebonds Passes d. | Jasaitis, Jasikevičius 19 Simas Jasaitis 8 Šarūnas Jasikevičius 6 |  | Palais omnisports de Wukesong, Pékin Affluence : 11 083 Arbitres : Nikolaos Pitsilkas Reynaldo Antonio Mercedes Sanchez Cristiano Jesus Maranho |

| 22 août 2008 22 h 00 CST | Rapport | Argentine                                          | 81-101                   | États-Unis                                    |  | Palais omnisports de Wukesong, Pékin Affluence : 11 083 Arbitres : Luigi Lamonica Ilija Belošević Michael Aylen |
| 22 août 2008 22 h 00 CST | Rapport | Score par quart-temps : 11-30, 29-19, 24-29, 17-23 |                          |                                               |  | Palais omnisports de Wukesong, Pékin Affluence : 11 083 Arbitres : Luigi Lamonica Ilija Belošević Michael Aylen |
| 22 août 2008 22 h 00 CST | Rapport | Luis Scola 28 Luis Scola 11 Pablo Prigioni 3       | Points Rebonds Passes d. | Carmelo Anthony 21 Chris Bosh 10 Jason Kidd 7 |  | Palais omnisports de Wukesong, Pékin Affluence : 11 083 Arbitres : Luigi Lamonica Ilija Belošević Michael Aylen |

### Match pour la médaille de bronze
| 24 août 2008 12 h 00 CST | Rapport | Lituanie                                                                 | 75-87                    | Argentine                                            |  | Palais omnisports de Wukesong, Pékin Affluence : 11 083 Arbitres : Eddie Rush Jose Anibal Carrion Fabio Facchini |
| 24 août 2008 12 h 00 CST | Rapport | Score par quart-temps : 21-24, 13-22, 15-22, 26-19                       |                          |                                                      |  | Palais omnisports de Wukesong, Pékin Affluence : 11 083 Arbitres : Eddie Rush Jose Anibal Carrion Fabio Facchini |
| 24 août 2008 12 h 00 CST | Rapport | Ramūnas Šiškauskas 15 Šiškauskas, K. Lavrinovič 6 Šarūnas Jasikevičius 3 | Points Rebonds Passes d. | Carlos Delfino 20 Carlos Delfino 10 Pablo Prigioni 7 |  | Palais omnisports de Wukesong, Pékin Affluence : 11 083 Arbitres : Eddie Rush Jose Anibal Carrion Fabio Facchini |

### Finale

#### Fiche du match
| 24 août 2008 14 h 30 CST | Rapport | Espagne                                                | 107-118                  | États-Unis                                |  | Palais omnisports de Wukesong, Pékin Affluence : 11 083 Arbitres : Romualdas Brazauskas Pablo Estévez Carl Jungebrand |
| 24 août 2008 14 h 30 CST | Rapport | Score par quart-temps : 31-38, 30-31, 21-22, 25-27     |                          |                                           |  | Palais omnisports de Wukesong, Pékin Affluence : 11 083 Arbitres : Romualdas Brazauskas Pablo Estévez Carl Jungebrand |
| 24 août 2008 14 h 30 CST | Rapport | Rudy Fernández 22 Felipe Reyes 7 Juan Carlos Navarro 4 | Points Rebonds Passes d. | Dwyane Wade 27 Chris Bosh 7 Kobe Bryant 6 |  | Palais omnisports de Wukesong, Pékin Affluence : 11 083 Arbitres : Romualdas Brazauskas Pablo Estévez Carl Jungebrand |

#### Équipes
| - 4 - Pau Gasol (28 min - 21 pts)           |
| - 5 - Rudy Fernández (18 min - 22 pts)      |
| - 6 - Ricky Rubio (29 min - 6 pts)          |
| - 7 - Juan Carlos Navarro (25 min - 18 pts) |
| - 8 - José Manuel Calderón (0 min - 0 pt)   |
| - 9 - Felipe Reyes (23 min - 10 pts)        |
| - 10 - Carlos Jiménez (25 min - 12 pts)     |
| - 11 - Raül López Molist (11 min - 0 pt)    |
| - 12 - Berni Rodríguez (9 min - 2 pts)      |
| - 13 - Marc Gasol (24 min - 11 pts)         |
| - 14 - Álex Mumbrú (13 min - 2 pts)         |
| - 15 - Jorge Garbajosa (5 min - 3 pts)      |
| Entraîneur :                                |
| - Aíto García Reneses                       |

| - 4 - Carlos Boozer (0 min - 0 pt)       |
| - 5 - Jason Kidd (11 min - 2 pts)        |
| - 6 - LeBron James (28 min - 14 pts)     |
| - 7 - Deron Williams (16 min - 7 pts)    |
| - 8 - Michael Redd (0 min - 0 pts)       |
| - 9 - Dwyane Wade (27 min - 27 pts)      |
| - 10 - Kobe Bryant (27 min - 20 pts)     |
| - 11 - Dwight Howard (17 min - 8 pts)    |
| - 12 - Chris Bosh (23 min - 8 pts)       |
| - 13 - Chris Paul (24 min - 13 pts)      |
| - 14 - Tayshaun Prince (8 min - 6 pts)   |
| - 15 - Carmelo Anthony (17 min - 13 pts) |
| Entraîneur :                             |
| - Mike Krzyzewski                        |

Avec ce titre, Jason Kidd décroche sa deuxième médaille d'or après sa victoire à Sydney en 2000. Carmelo Anthony, Carlos Boozer, LeBron James et Dwyane Wade remportent leurs deuxièmes médailles olympiques après le bronze obtenu en 2004. Quant à l'équipe des États-Unis, elle décroche son treizième titre et sa seizième médaille en autant de participation (en 1980, les Américains ont boycotté les Jeux de Moscou).

## Statistiques
| Nom                   | Moyenne |
| --------------------- | ------- |
| Pau Gasol             | 19,6    |
| Yao Ming              | 19,0    |
| Luis Scola            | 18,9    |
| Manu Ginóbili         | 17,7    |
| Jon Robert Holden     | 17,6    |
| Samad Nikkhah Bahrami | 17,2    |
| Dirk Nowitzki         | 17,0    |
| Hamed Haddadi         | 17,6    |
| Dwyane Wade           | 16,1    |
| Andreï Kirilenko      | 15,8    |

| Nom              | Moyenne |
| ---------------- | ------- |
| Hamed Haddadi    | 11,2    |
| Dirk Nowitzki    | 8,4     |
| Yao Ming         | 8,2     |
| Yi Jianlian      | 7,5     |
| Pau Gasol        | 7,0     |
| Antonis Fotsis   | 6,7     |
| Luis Scola       | 6,6     |
| Viktor Khryapa   | 6,5     |
| Andreï Kirilenko | 6,4     |
| Andrés Nocioni   | 6,3     |

| Nom                  | Moyenne |
| -------------------- | ------- |
| Šarūnas Jasikevičius | 5,3     |
| Jon Robert Holden    | 4,8     |
| Pablo Prigioni       | 4,6     |
| Chris Paul           | 4,1     |
| Manu Ginóbili        | 3,9     |
| LeBron James         | 3,8     |
| Andreï Kirilenko     | 3,4     |
| Ricky Rubio          | 3,0     |
| C.J. Bruton          | 3,0     |
| Vasílios Spanoúlis   | 3,0     |

| Nom              | Moyenne |
| ---------------- | ------- |
| Pablo Prigioni   | 2,6     |
| Andreï Kirilenko | 2,6     |
| LeBron James     | 2,4     |
| Chris Paul       | 2,3     |
| Dwyane Wade      | 2,3     |

| Nom                | Moyenne |
| ------------------ | ------- |
| Hamed Haddadi      | 2,6     |
| Andreï Kirilenko   | 2,2     |
| Kšyštof Lavrinovič | 1,5     |
| Yao Ming           | 1,5     |
| Pau Gasol          | 1,1     |

## Meilleures performances sur un match
| Catégorie                     | Joueur                                    | Total        | Adversaire                |
| ----------------------------- | ----------------------------------------- | ------------ | ------------------------- |
| Points                        | Luis Scola                                | 37           | Russie                    |
| Rebonds                       | Dirk Nowitzki                             | 17           | Chine                     |
| Passes décisives              | Pablo Prigioni                            | 10           | Russie                    |
| Interceptions                 | Andreï Kirilenko Dwyane Wade              | 6            | Lituanie Grèce            |
| Contres                       | Hamed Haddadi Kšyštof Lavrinovič Yao Ming | 4            | Lituanie Argentine Angola |
| Pourcentage aux tirs          | Ioánnis Bouroúsis                         | 100% (9/9)   | Angola                    |
| Pourcentage à 3-points        | Viktor Khryapa Dirk Nowitzki              | 100% (6/6)   | Australie Angola          |
| Pourcentage aux lancer-francs | Carmelo Anthony                           | 100% (13/13) | Argentine                 |
| Balles perdues                | Carlos Morais                             | 10           | États-Unis                |

## Classement
| Rang | Équipe     | MJ | V-D |
| ---- | ---------- | -- | --- |
| 1    | États-Unis | 8  | 8-0 |
| 2    | Espagne    | 8  | 6-2 |
| 3    | Argentine  | 8  | 6-2 |
| 4    | Lituanie   | 8  | 5-3 |
| 5    | Grèce      | 6  | 3-3 |
| 6    | Croatie    | 6  | 3-3 |
| 7    | Australie  | 6  | 3-3 |
| 8    | Chine      | 6  | 2-4 |
| 9    | Russie     | 5  | 1-4 |
| 10   | Allemagne  | 5  | 1-4 |
| 11   | Iran       | 5  | 0-5 |
| 12   | Angola     | 5  | 0-5 |

    : éliminés en quarts de finale
    : éliminés au premier tour